# Piansano
Piansano är en ort och kommun i provinsen Viterbo i regionen Lazio i Italien. Kommunen hade 1 972 invånare (2018).